# Pontedassio
Pontedassio là một đô thị ở tỉnh Imperia trong vùng Liguria, tọa lạc khoảng 90 km về phía tây nam của Genova và khoảng 6 km về phía bắc của Imperia. Tại thời điểm ngày 31 tháng 12 năm 2004, đô thị này có dân số 2.159 người và diện tích là 14,5 km².
Pontedassio giáp các đô thị sau: Chiusanico, Chiusavecchia, Diano Arentino, Imperia, Lucinasco, và Vasia.